# Liste des commanderies templières dans le Piémont
| Cette liste recense les commanderies et maisons ayant appartenu à l’ordre du Temple dans la région du Piémont au nord-ouest de l'Italie. |

## Faits marquants et Histoire
Aux XIIe et XIIIe siècles, cette région connait une période particulièrement troublée marquée par la formation des ligues lombardes et des communes libres sans omettre l'influence du marquisat de Montferrat. Cependant au XIIIe siècle, une grande partie du Piémont est aux mains de la maison de Savoie qui détient la seigneurie de Piémont.
 
Concernant les templiers, la première mention remonte à 1145 avec la fondation d'une maison à Verceil. Au-delà de la liste ci-dessous, la présence des templiers dans les villes de Coni, Tende (France), Fossano et Valmala est supposée.

## Commanderies et Maisons
| Commanderie / Maison           | Ville actuelle (ou à proximité)       | Observations |
| ------------------------------ | ------------------------------------- | --- |
| Alba                           | Alba                                  | [ 3 ] |
| Alexandrie                     | Alexandrie                            | , |
| Asti                           | Asti                                  | , |
| Calventia                      | ?                                     | [ 3 ] |
| Casale Monferrato              | Casale Monferrato                     | , |
| Chieri                         | Chieri                                | , |
| Crixanus                       | ?                                     | [ 3 ] |
| Gorra                          | Carignano / Villastellone             | « Sancti Martini de Stellono », |
| Ivrée                          | Ivrée                                 | [ 12 ] |
| Moncalieri                     | Moncalieri                            | Mansio de pontis Testone (1203) qui devient ensuite: Mansio Sancti Egidii de Montecalerio (1245) Domus Templi / Mansio Templi Montiscalerii |
| Mondovi                        | Mondovi                               | , |
| Murello                        | Murello                               | [ 2 ] |
| Novare                         | Novare                                | [ 3 ] |
| Paciliano                      | ?                                     | [ 3 ] |
| Ruspaglia                      | San Giusto Canavese                   | [ 15 ] |
| Saint-Apollinaire de Biandrate | Casalbeltrame, hameau de « Fisrengo » | « Bastide de Saint-Apollinaire », 45° 25′ 01″ N, 8° 29′ 37″ E,                                                                              |
| Saint-Jacques d'Albareto       | Verceil                               | Domus Templi Vercelarum |
| Sainte-Marie d'Isana           | Livorno Ferraris                      | Domus Sancte Marie de Ysana, |
| Sainte-Marguerite de Turin     | Turin                                 | Mansio Taurinensis |
| Savillan                       | Savillan                              | [ 2 ] |
| Solerus                        | ?                                     | [ 3 ] |
| Suse                           | Suse                                  | [ 3 ] |
| Testona                        | Testona (it)                          | [ 22 ] |
| Tortone                        | Tortone                               | [ 3 ] |
| Villastellone                  | Villastellone                         | , |

| Localisation dans le Piémont (Liens vers les articles correspondants) |
| --- |
| \| Ligurie Lombardie Suisse Vallée d'Aoste PACA Rhône- Alpes Alba Alexandrie Asti Casale Monferrato Chieri Gorra . Ivrée Mondovi Moncalieri Murello Novare St-Apollinaire St-Jacques Ste-Marie Ste-Marguerite Ruspaglia Savillan Suse Testona Tortone Villa- · stellone \| |
| Ligurie Lombardie Suisse Vallée d'Aoste PACA Rhône- Alpes Alba Alexandrie Asti Casale Monferrato Chieri Gorra . Ivrée Mondovi Moncalieri Murello Novare St-Apollinaire St-Jacques Ste-Marie Ste-Marguerite Ruspaglia Savillan Suse Testona Tortone Villa- · stellone       |

## Autres lieux et monuments
- Église Saint Léonard de Chieri[24]
- possessions à San Giorgio Canavese[25]